# Erdmann Neumeister
Erdmann Neumeister (Uichteritz, 12 maggio 1671 – Amburgo, 18 agosto 1756) è stato un teologo tedesco.

## Biografia
Nacque a Uichteritz vicino a Weißenfels, nel Ducato di Sassonia-Weißenfels. All'età di 15 anni iniziò gli studi a Schulpforta, un antico ginnasio umanistico. In seguito, divenne studente di poetologia e teologia presso l'Università di Lipsia tra il 1691 e il 1697.
Iniziò la sua carriera come ministro di religione a Bibra. Diventò diacono per il duca Giovanni Giorgio di Sassonia-Weißenfels. Dal 1705 al 1715, fu sovrintendente a  Żary, poco dopo partì per Amburgo, a causa delle dispute teologiche.
La sua tomba si trovava presso la chiesa di San Giacomo, ma fu distrutta durante la seconda guerra mondiale.

### Neumeister e Bach
Fu autore di 7 cantate di Johann Sebastian Bach ecco alcune:
- Gleichwie der Regen und Schnee vom Himmel fällt, BWV 18[1] (1713?)
- Nun komm, der Heiden Heiland, BWV 61 (1714)
- Ein ungefärbt Gemüte, BWV 24 (1723)
- Wer mich liebet, der wird mein Wort halten, BWV 59 (1724),
- Gottlob! nun geht das Jahr zu Ende, BWV 28 (1725)